# Argument hyperbolického kosekans

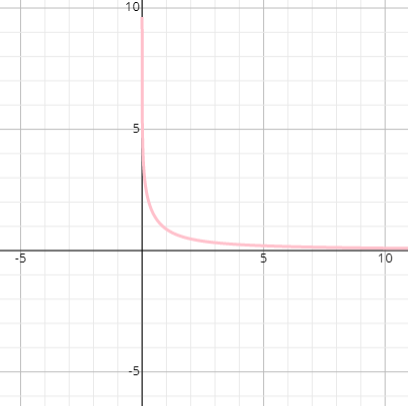
Graf funkce argument hyperbolického kosekans

Argument hyperbolického kosekans je hyperbolometrická funkce. Značí se {\displaystyle \operatorname {arcsch} x}.

## Definice
Argument hyperbolického kosekans je definován jako funkce inverzní k hyperbolickému kosekans definovanému na množině kladných reálných čísel. Platí {\displaystyle \operatorname {arcsch} x=\ln \left({\frac {1}{x}}+{\sqrt {{\frac {1}{x^{2}}}+1}}\right)=\ln \left({\frac {1+{\sqrt {1+x^{2}}}}{x}}\right)}.

## Vlastnosti
- Definiční obor funkce

{\displaystyle {R}\backslash \{0\}}
- Obor hodnot funkce

{\displaystyle (0,\infty )}
- Argument hyperbolického kosekans není sudá ani lichá funkce.

- Inverzní funkcí k argumentu hyperbolického kosekans je {\displaystyle \operatorname {csch} (x)}.

- Derivace:

{\displaystyle {\frac {d}{dx}}\operatorname {arcsch} \,x=-{\frac {1}{x{\sqrt {1+x^{2}}}}}}
- Neurčitý integrál:

{\displaystyle \int \operatorname {arcsch} (x)\,dx=x\operatorname {arcsch} (x)+\operatorname {arcoth} {\sqrt {{\frac {1}{x^{2}}}+1}}+C}, kde {\displaystyle C} je integrační konstanta.
- Omezená zdola, klesající funkce
- Neperiodická funkce

{\displaystyle \lim _{x\to 0^{+}}\operatorname {arcsch} \,x=\infty }
{\displaystyle \lim _{x\to \infty }\operatorname {arcsch} \,x=0}